# Coussarea mediocris
Coussarea mediocris är en måreväxtart som beskrevs av Paul Carpenter Standley och Julian Alfred Steyermark. Coussarea mediocris ingår i släktet Coussarea och familjen måreväxter.
Artens utbredningsområde är Guatemala. Inga underarter finns listade i Catalogue of Life.